# مقاطعة خاركيف

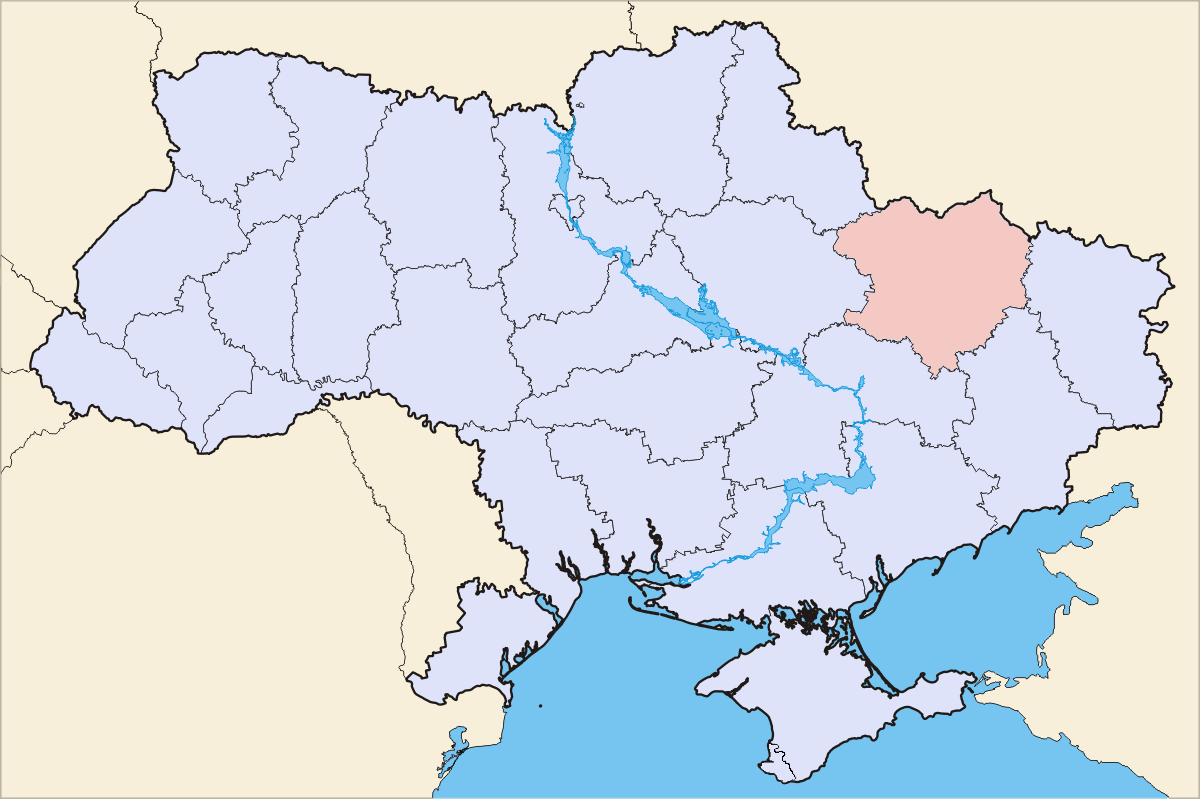
موقع خاركيف أوبلاست (أحمر) داخل أوكرانيا (أزرق)

خاركيف (بالأوكرانية: Ха́рківська о́бласть) هي مقاطعة في الجزء الشمال الشرقي من أوكرانيا. المركز الإداري للمقاطعة هو مدينة خاركيف. ويبلغ عدد سكان المنطقة حوالي 2,744,000 نسمة (اعتبارا من 2012) وتغطي مساحة 31,415 ألف كم².

## أعلام
- ليونيد زابوتنسكي

## الوصلات الخارجية
- الموقع الرسمي لإدارة خاركيف